# Goudtangare
De goudtangare (Tangara arthus) is een zangvogel uit de familie Thraupidae (tangaren). 

## Verspreiding en leefgebied
Deze soort telt 9 ondersoorten:
- T. a. arthus: noordwestelijk en noordelijk Venezuela.
- T. a. palmitae: noordoostelijk Colombia.
- T. a. sclateri: centraal Colombia.
- T. a. aurulenta: het noordelijke deel van Centraal-Colombia en noordwestelijk Venezuela.
- T. a. occidentalis: westelijk Colombia.
- T. a. goodsoni: westelijk Ecuador.
- T. a. aequatorialis: van centraal Ecuador tot noordelijk Peru.
- T. a. pulchra: het oostelijke deel van Centraal-Peru.
- T. a. sophiae: zuidoostelijk Peru en westelijk Bolivia.